# John Sten
John Sten, egentligen John Wettersten, född 12 maj 1879 i Mekrossla, Njutånger i Hälsingland , död 21 december 1922 på Bali, var en svensk målare och en av de tidiga, svenska kubisterna.

## Biografi
John Sten studerade vid Tekniska skolan i Stockholm. Därefter arbetade han för slottsarkitekten Agi Lindegren, och reste 1910 till Paris för vidare konststudier. Där kom han i kontakt med kubismen, som påverkade honom starkt. Han lämnade dock kubismen och utvecklade en friare, expressiv stil.
Under en resa på Bali avled han och begravdes där. Om graven finns kvar, ska där finnas ett kors gjort av läkten från hans barndomshem i Mekrossla. Huset köptes på 1950-talet av Sven "X-et" Erixson. Huset lånades sedan av Stig Claesson, Slas, och under tiden byttes den gamla läkten ut. Av läkten spikade Slas ihop ett kors som han ska ha skickat med minfartyget HMS Carlskrona till Bali, och gick allt i lås så ska det sedan dess stå på John Stens grav. 
Samma år som han avled tilldelades han Ester Lindahls stipendium. Hans konstnärliga kvarlåtenskap testamenterades till Hälsinglands museum i Hudiksvall och utgör del av museets konstsamling. Sten finns även representerad vid Nationalmuseum, Norrköpings konstmuseum och Göteborgs konstmuseum

## Källhänvisningar
1. ↑  RKDartists, RKDartists-ID: 75036, läst: 23 augusti 2017.[källa från Wikidata]
2. 1 2 3 4  P J (John) Sten (Wettersten), Svenskt biografiskt lexikon, Svenskt Biografiskt Lexikon-ID: 20054.[källa från Wikidata]
3. ↑  Benezit Dictionary of Artists, Oxford University Press, 2006 och 2011, ISBN 978-0-19-977378-7, Benezit-ID: B00175476, läst: 9 oktober 2017.[källa från Wikidata]
4. ↑  John Sten, RKDartists (på engelska), RKDartists-ID: 75036.[källa från Wikidata]
5. 1 2  abART, abART person-ID: 157867, läst: 1 april 2021.[källa från Wikidata]
6. ↑  Konstnärslistan (Nationalmuseum), 12 februari 2016, KulturNav-ID: 224a4264-f4e5-4e67-a3e4-5f36a7576a04c6efd155-8433-4c58-adc9-72db80c6ce50, läst: 28 februari 2016.[källa från Wikidata]
7. ↑  Libris, Kungliga biblioteket, 6 november 2012, Libris-URI: 31fjm7pm56h8t9x, läst: 24 augusti 2018.[källa från Wikidata]
8. 1 2  Svenskt biografiskt lexikon.[källa från Wikidata]
9. ↑  Hedström, Per: John Sten i Svenskt biografiskt lexikon (2007-2011)
10. ↑  Nationalmuseum
11. ↑  Norrköpings konstmuseum. (2000 ;). Norrköpings konstmuseum : katalog. Norrköpings konstmuseum. ISBN 91-88244-22-9. OCLC 186037488. https://www.worldcat.org/oclc/186037488. Läst 29 april 2020
12. ↑  Göteborgs konstmuseum